# Devot
Pour plus de détails, voir Fiche technique et Distribution.
Devot est un film allemand réalisé par Igor Zaritzky, sorti en 2003.

## Synopsis
Désespérée, Anja va se jeter d'un pont. À ce moment-là, Henry passe avec sa voiture et, croyant que c'est une prostituée, l'invite à monter dans sa voiture. Anja décide de jouer le jeu.

## Fiche technique
- Titre : Devot
- Réalisation : Igor Zaritzky
- Scénario : Igor Zaritzky
- Musique : Moritz Denis et Eike Hosenfeld
- Photographie : Guntram Franke
- Montage : Philipp Stahl
- Production : Igor Zaritzky
- Société de production : Reflex Filmproduktion et Schmidtz Katze Filmkollektiv
- Pays de production :  Allemagne
- Genre : Drame et thriller
- Durée : 92 minutes
- Date de sortie : 
  - Allemagne : 8 février 2003 (Berlinale)

## Distribution
- Annett Renneberg : Anja
- Simon Böer : Henry Richter
- Tomek Piotrowski : Olli

## Distinctions
Le film a été présenté en sélection officielle lors de la Berlinale 2003 dans la section Panorama.